# Roser Oromí Dalmau
Roser Oromí Dalmau (Barcelona, 1924) és una fotògrafa catalana.
Va estudiar pintura a l'Acadèmia Baixas i esmalts a l'Escola Massana de Barcelona. Va aprendre a fer fotografia en un curset de l'Agrupació Fotogràfica de Catalunya en el qual va participar poc després de fer-se'n sòcia, l'estiu de 1960. Llavors aconseguí una càmera Kodak, amb la qual es va posar a treballar i, aviat, va muntar un laboratori a casa. En l'actualitat utilitza una càmera digital molt lleugera. Malgrat que sempre ha mantingut una gran i constant afecció per la fotografia, no va pensar mai a dedicar-s'hi professionalment. De fet, fins a jubilar-se, va treballar a la botiga de matalassos dels seus pares. Gran viatgera, voltava per Catalunya en un 600 i buscava paisatges per fer fotos i presentar-se a premis. També va estar a l'Índia, el Nepal, Tailàndia, Àustria, el Marroc, Turquia, etc. No es va casar i va aprofitar els seus viatges -i el fet que, com diu ella mateixa, "les solteres són molt quilometrades"- per captar amb la seva càmera imatges de tot arreu. Té predilecció per fer fotos que capten l'espontaneïtat de la gent. L'any 1969 la seva obra Filferro a la platja es va incorporar al fons del Museo Español de Arte Contemporáneo de Madrid.